# 2725 David Bender
2725 David Bender eller 1978 VG3 är en asteroid i huvudbältet som upptäcktes den 7 november 1978 av de båda amerikanska astronomerna Eleanor F. Helin och Schelte J. Bus vid Palomarobservatoriet. Den är uppkallad efter David F. Bender.
Asteroiden har en diameter på ungefär 36 kilometer.